# 溶血反應

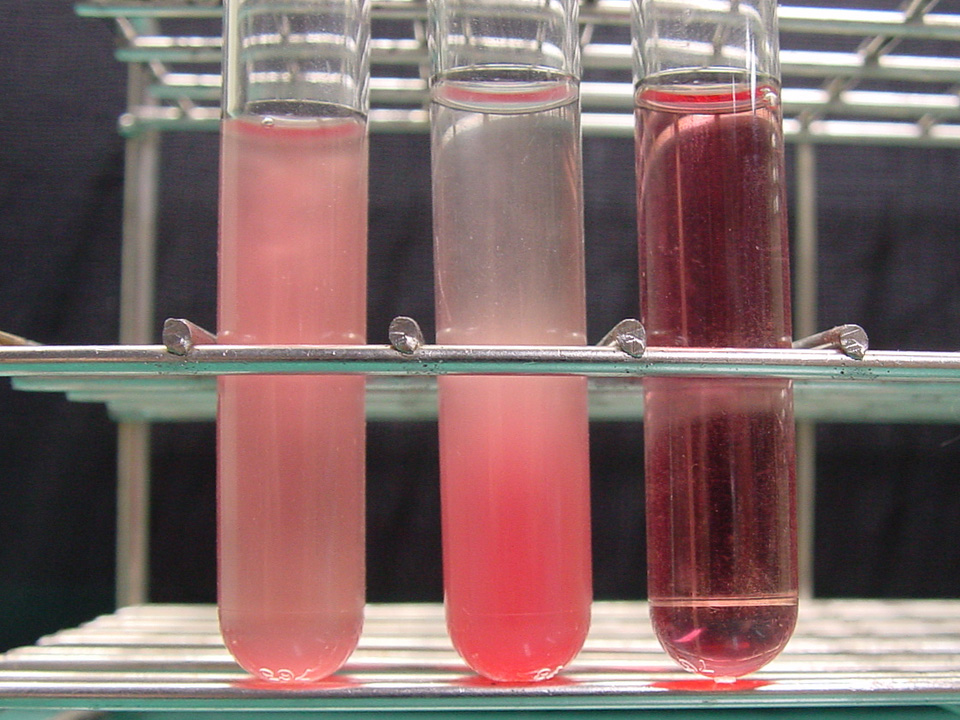
左边试管：沒有发生溶血现象的血红细胞的悬浮液，淡红色不澄清。
中央试管：静置后的悬浮液，上半部分澄清无色。
右边试管：正常溶血现象，红色液体澄清，长期静置无沉淀。

溶血反應（英語：Hemolysis）泛指紅細胞破裂並將血紅蛋白等胞內物質釋放入血漿的現象。

## 摘要
溶血是指紅血球的細胞膜因物理因素、化學因素、生物因素等因素受損破裂，內部的原生質從細胞漏出使紅血球死亡的現象。
「溶血反應」是專指紅血球的名詞，雖然血液裡除紅血球外還有白血球、淋巴細胞等等非紅血球的細胞，「溶血反應」一詞一般並不會用來形容這些細胞的死亡。
當紅血球發生溶血反應時，紅血球會像是溶解掉並失去其作為細胞的大小和形狀，漏出的血紅蛋白會將周圍的溶液，例如血漿或生理鹽水染紅。因此，溶血前的正常血液或是在生理鹽水等的紅血球懸浮液是不透明的紅色懸濁液在溶血後會變成紅色的透明液體。
紅血球通常有110至120天的壽命，死去的紅血球會被送往肝臟和脾臟分解。然而，部份疾病或因素會導致紅血球在肝和脾以外的地方被不正常分解，令血液中紅血球含量減少，血紅蛋白漏出。
由於紅血球負責於血液中傳送氧氣給身體各個部份，嚴重的溶血反應可以導致身體組織缺氧死亡，危及患者的生命。

## 引發溶血的因素
一般引發溶血反應的因素有：
- 抗原-抗體反應（例如錯誤將AB型的血輸血予O型血人士）
- 細菌感染
- 中毒
- G6PD缺乏症（蠶豆症）
- 部份治療過程如血液透析及使用心肺呼吸器有可能引發溶血反應

細菌性溶血：α溶血（部分溶血，成綠色），β溶血（全溶血，透明狀），γ溶血（不溶血）